# برینزولامید
برینزولامید (به انگلیسی: Brinzolamide)
رده درمانی: مهارکننده کربونیک انهیدراز(CAI)
اشکال دارویی: قطره چشمی

## موارد مصرف
برینزولامید به عنوان درمان گلوکوم زاویه باز و افزایش فشارداخل چشم به کار می‌رود.

## مکانیسم اثر
این دارو با مهار آنزیم کربنیک آنهیدراز به خصوص تیپ II در چشم و کاهش تولید بی‌کربنات در مایع اشکی و نیز آب ترشح شده به‌همراه آن فشار داخل چشم را کاهش می‌دهد.

## عوارض جانبی
احساس مزه تلخ، سوزش وخارش چشم، تاری دید، اشک ریزش، التهاب پلک و بافت ملتحمه